# Boris Miletić
Boris Miletić (Pula, 2. rujna 1975.) hrvatski je političar, istarski župan (2021. – danas ) i bivši dugogodišnji pulski gradonačelnik (2006. – 2021.), te predsjednik IDS-a od 2014. do 2021. godine.

## Životopis

### Školovanje
Diplomirao 1999. godine na Fakultetu ekonomije i turizma „Dr. Mijo Mirković” u Puli. U siječnju 2001. nastavlja edukaciju i stručno usavršavanje na Cleveland State Universityju, Levin College of Urban Affairs. U studenom 2002. godine magistrira na Fakultetu ekonomije i turizma „Dr. Mijo Mirković” u Puli na znanstvenom poslijediplomskom studiju „Poduzetništvo i makroekonomski menadžment”. 
Krajem 2007. usavršava se na Ekonomskom fakultetu u Zagrebu i Splitu u području korporativnog upravljanja za članove nadzornih i upravnih odbora.

### Profesionalna karijera
Od siječnja 2000. do siječnja 2001. radi u Istarskoj županiji kao stručni suradnik – pripravnik u Odjelu za gospodarstvo. Od 2001. do 2004. zaposlen je u Istarskoj razvojnoj agenciji kao stručni suradnik, a od 2004. do 2006. na istom mjestu postaje izvršni direktor. 
Od kraja 2004. do lipnja 2006. obavlja dužnost voditelja regionalnog ureda za Istru pri Hrvatskoj banci za obnovu i razvitak.

### Politička karijera
U lipnju 2006. izabran za gradonačelnika Pule na čijem se čelu nalazio i nakon reizbora na izravnim izborima 2009., 2013. i 2017. godine. Od 2008. do 2011. obnašao je i dužnost saborskog zastupnika kao član IDS-a. 2021. izabran je za župana Istarske županije.
Na 26. radnom Saboru stranke IDS je izjavio da mu je cilj regionalizacija Hrvatske i davanje veće autonomije Istri.
Od 2014. do 2021. obnašao je dužnost predsjednika IDS-a.
Istupio je iz IDS-a 5. veljače 2022. nakon što je stranka najavila stegovni postupak protiv njega zbog kršenja Etičkog kodeksa. Time je formalno postao nezavisni župan.

## Ostalo
Uz hrvatski kao materinski jezik služi se engleskim, talijanskim i njemačkim jezikom. Aktivni je svirač klavijaturske harmonike i klavijatura. Završio je osnovnu glazbenu školu „Ivan Matetić Ronjgov” za klavijatursku harmoniku u klasi profesora Rocco Claudia.
U slobodno vrijeme bavi se jedrenjem, ribolovom i enogastronomijom. 
Oženjen je i ima jednog sina. Živi i radi u Puli.

## Vanjske poveznice
- Boris Miletić na službenim stranicama grada Pule
- Boris Miletić na službenim stranicama Hrvatskog sabora  Arhivirana inačica izvorne stranice od 4. svibnja 2017. (Wayback Machine)

| političke službe          | političke službe                 | političke službe         |
| ------------------------- | -------------------------------- | ------------------------ |
| prethodnik Valter Drandić | gradonačelnik Pule 2006. – 2021. | nasljednik Filip Zoričić |